# Turritella
Genre
Synonymes
- Colpospirella Powell, 1951[2]
- genre Colpospirella Powell, 1951[3]
- Eichwaldiella[2]
- sous-genre Haustator (Kurosioia) Ida, 1952[3] [2]
- Haustator Montfort, 1810[2]
- Kurosioia Ida, 1952[2]
- Proto Blainville, 1824[2]
- genre Proto Blainville, 1824[3]
- Torcula Gray, 1847[2]
- genre Torcula Gray, 1847[3]
- sous-genre Turritella (Eglisia) Gray, 1847[3] [2]
- sous-genre Turritella (Haustator) Montfort, 1810[3] [2]
- sous-genre Turritella (Tomyris) Michailovskij, 1912[3]
- sous-genre Turritella (Torcula) Gray, 1847[3] [2]
- sous-genre Turritella (Zaria) Gray, 1847[3]
- genre Zaria Gray, 1847[3]

Turritella est un genre de mollusques gastéropodes marins de la famille des Turritellidae.

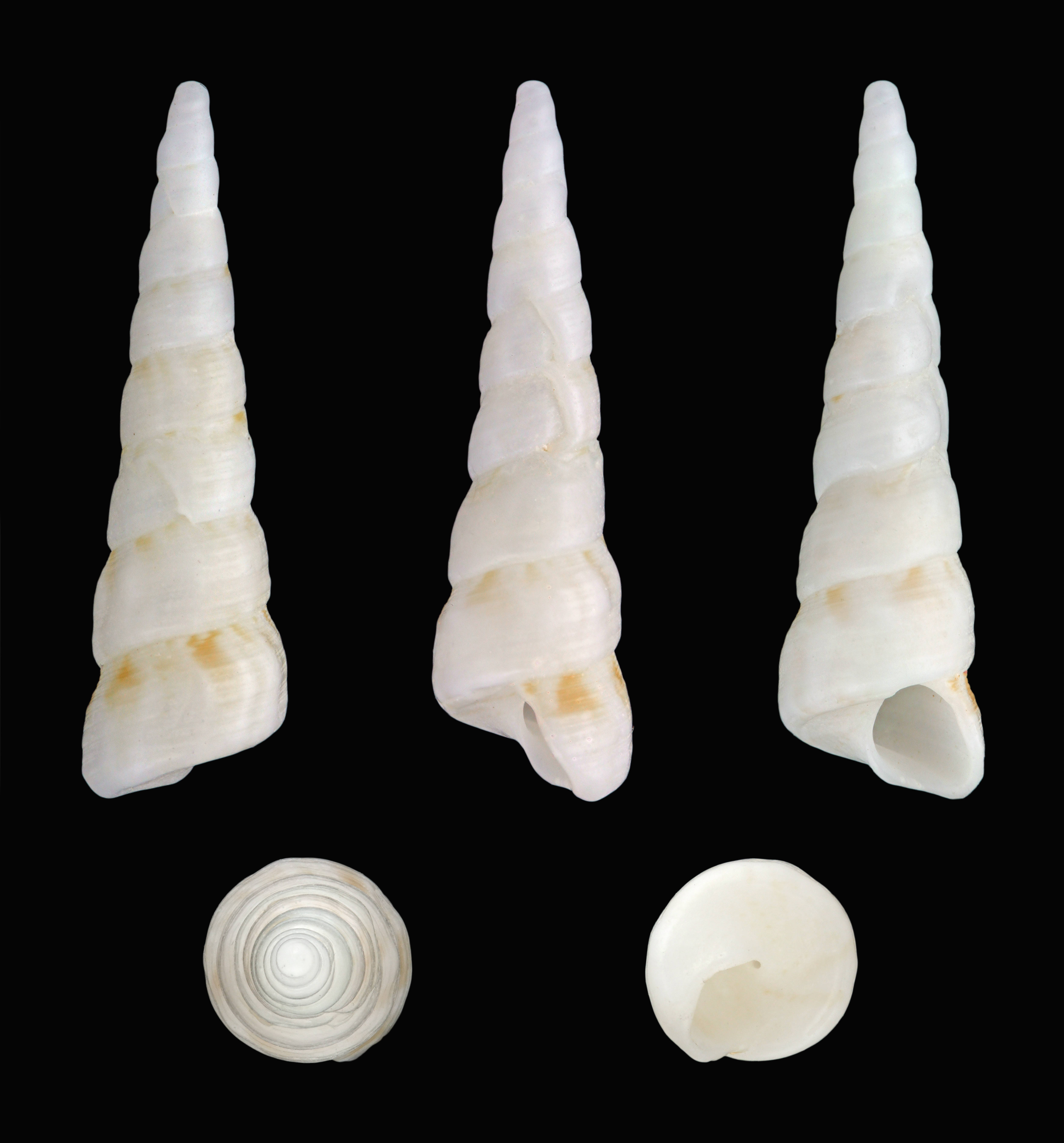
Turritella acropora
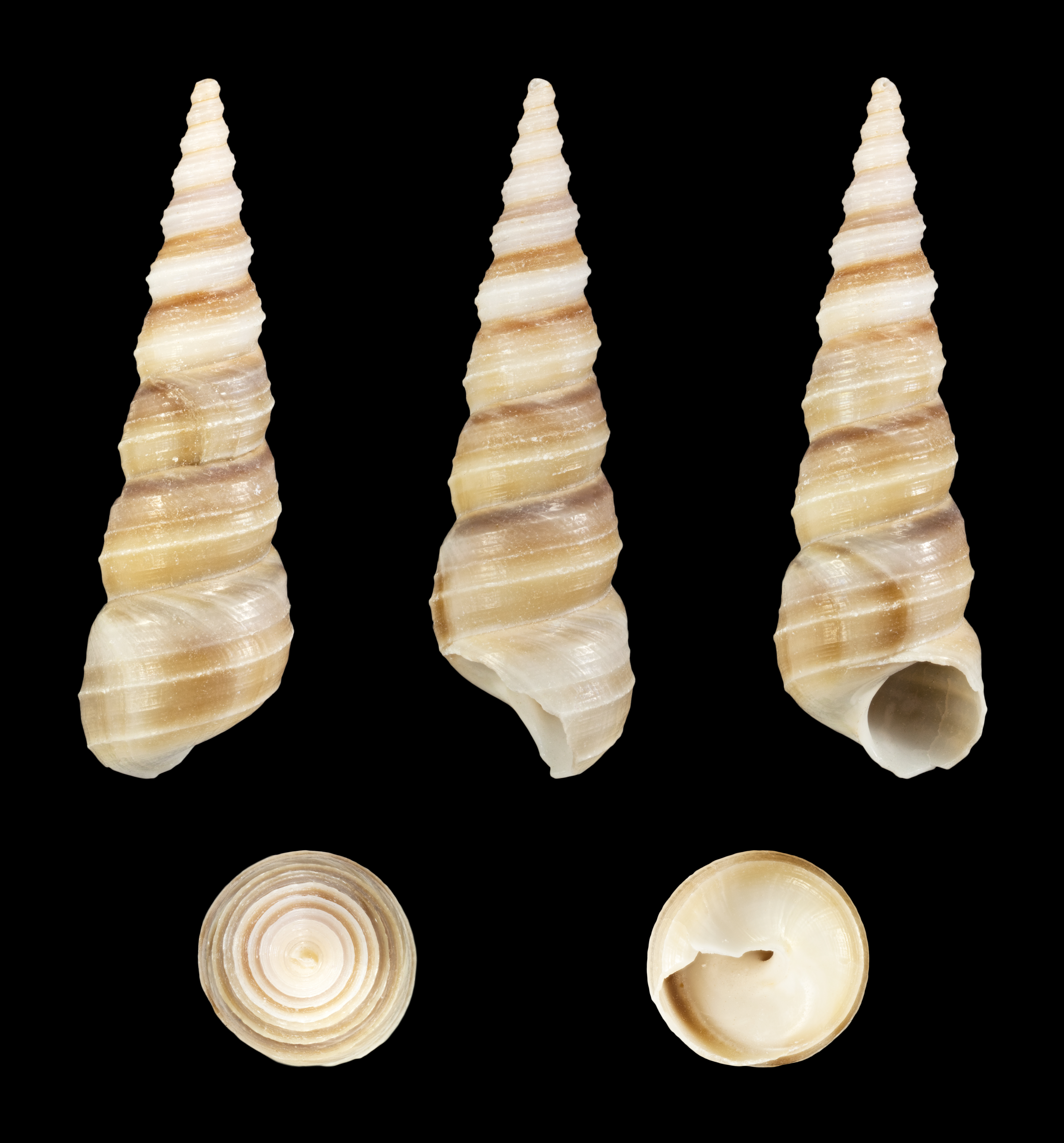
Turritella attenuata
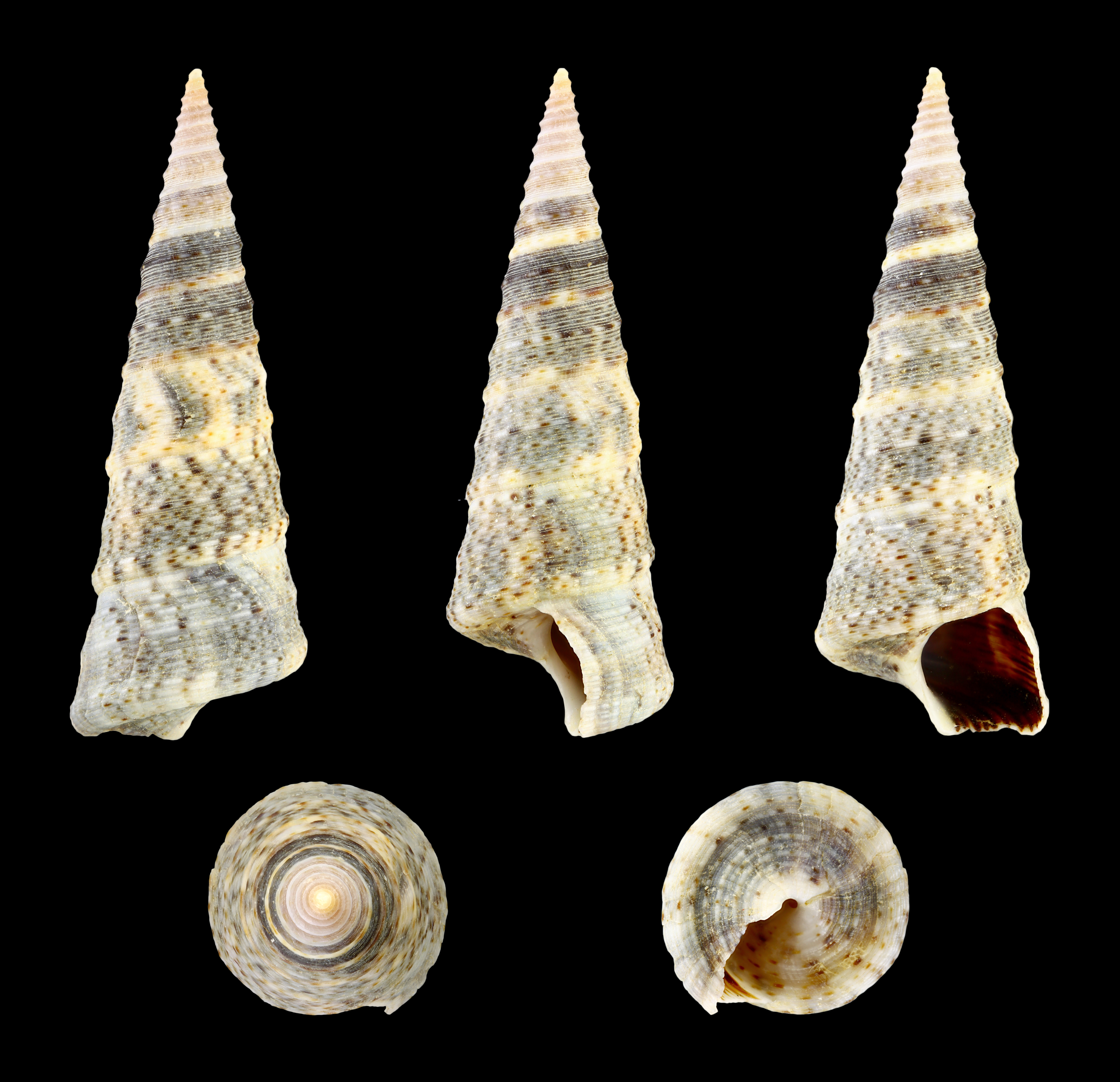
Turritella banksii
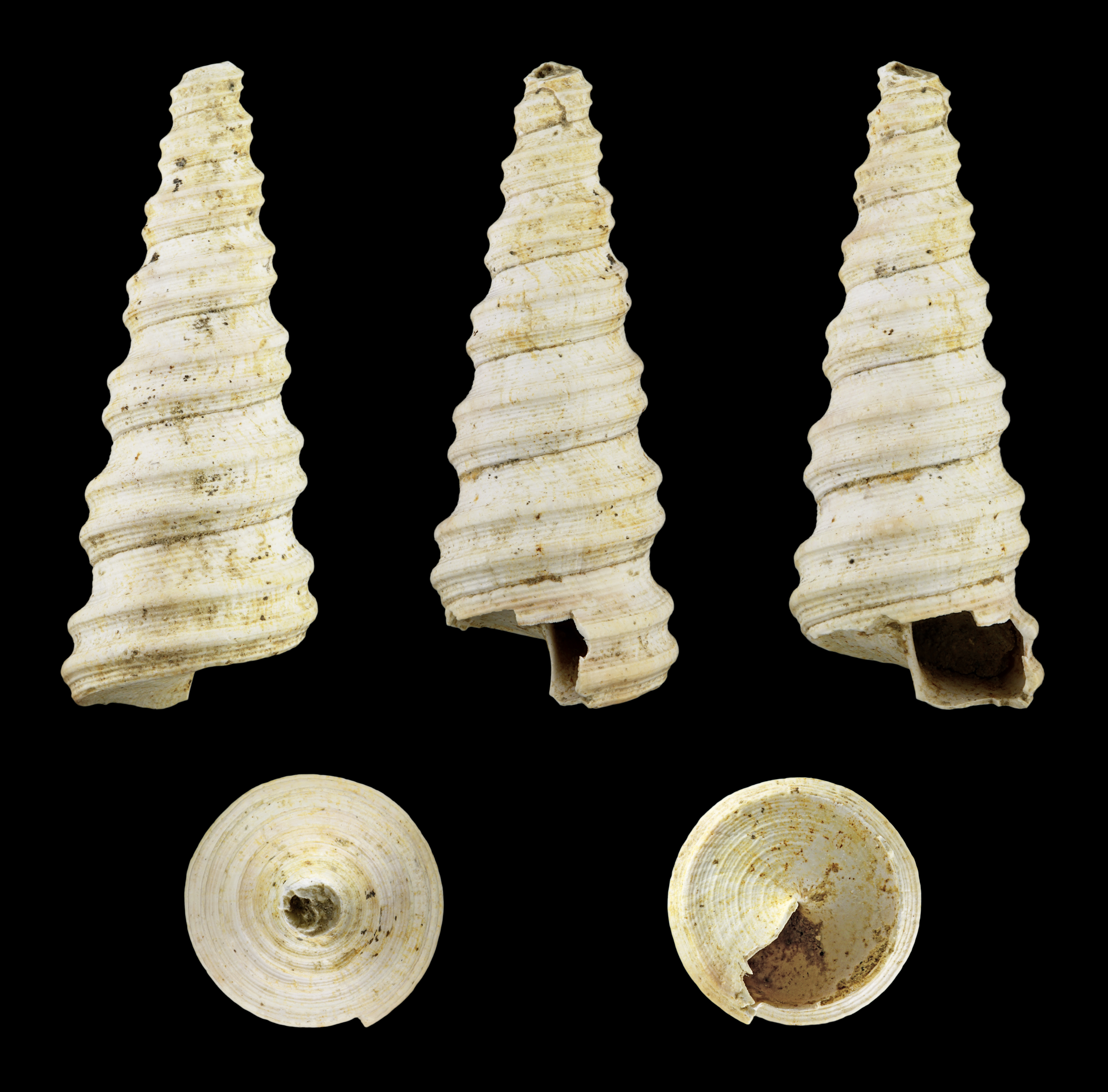
Turritella bicarinata
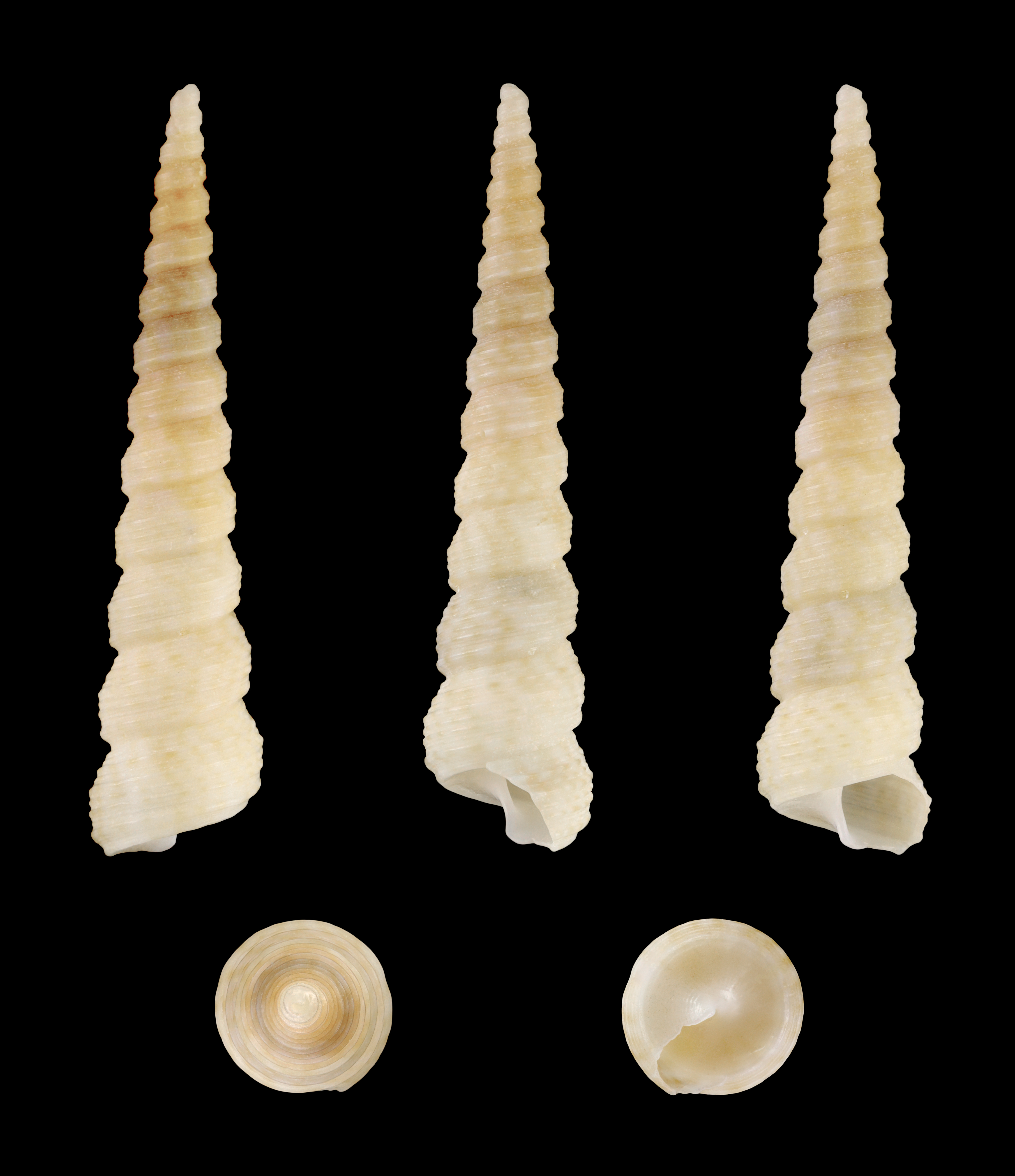
Turritella cochlea
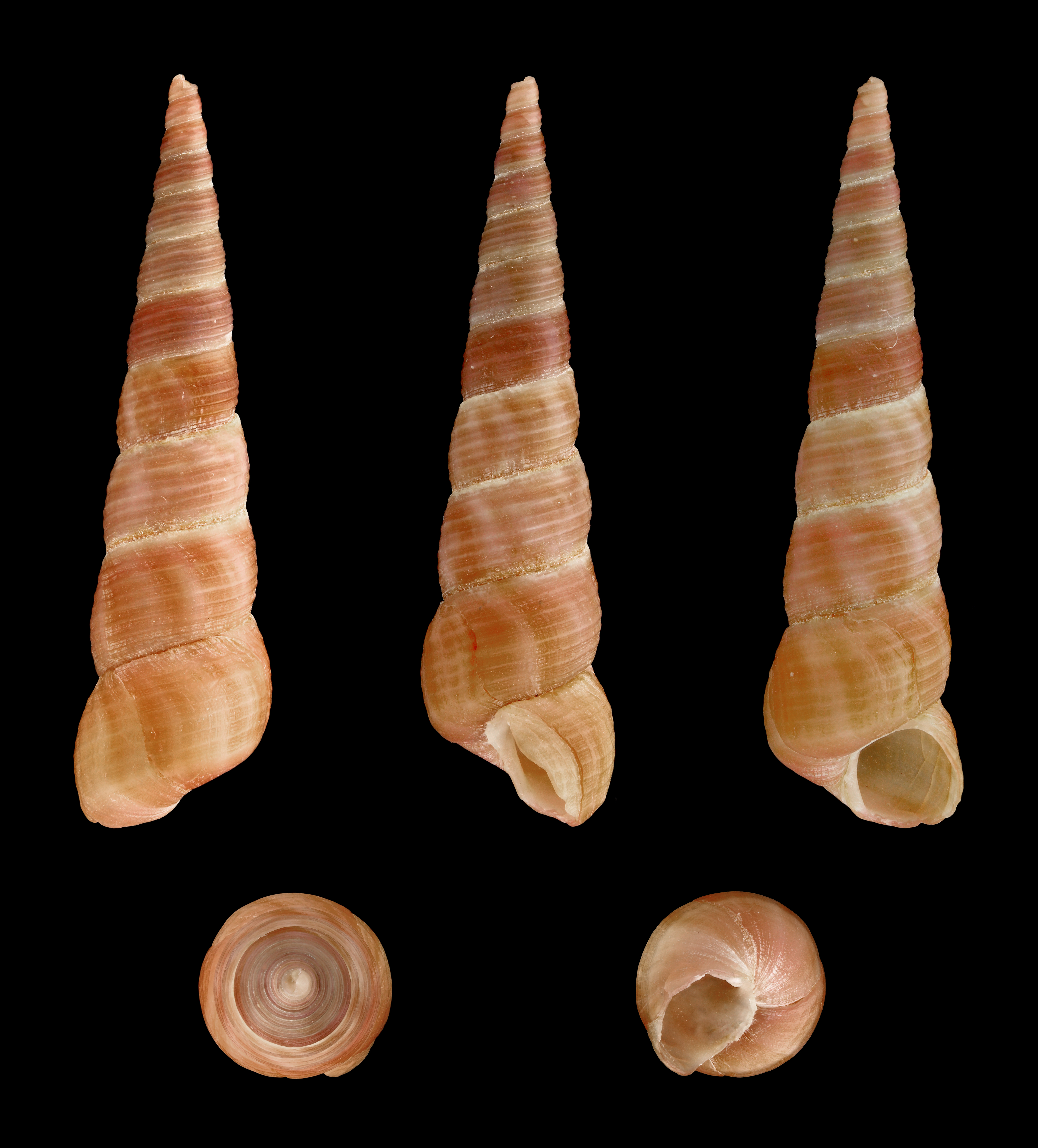
Turritella communis
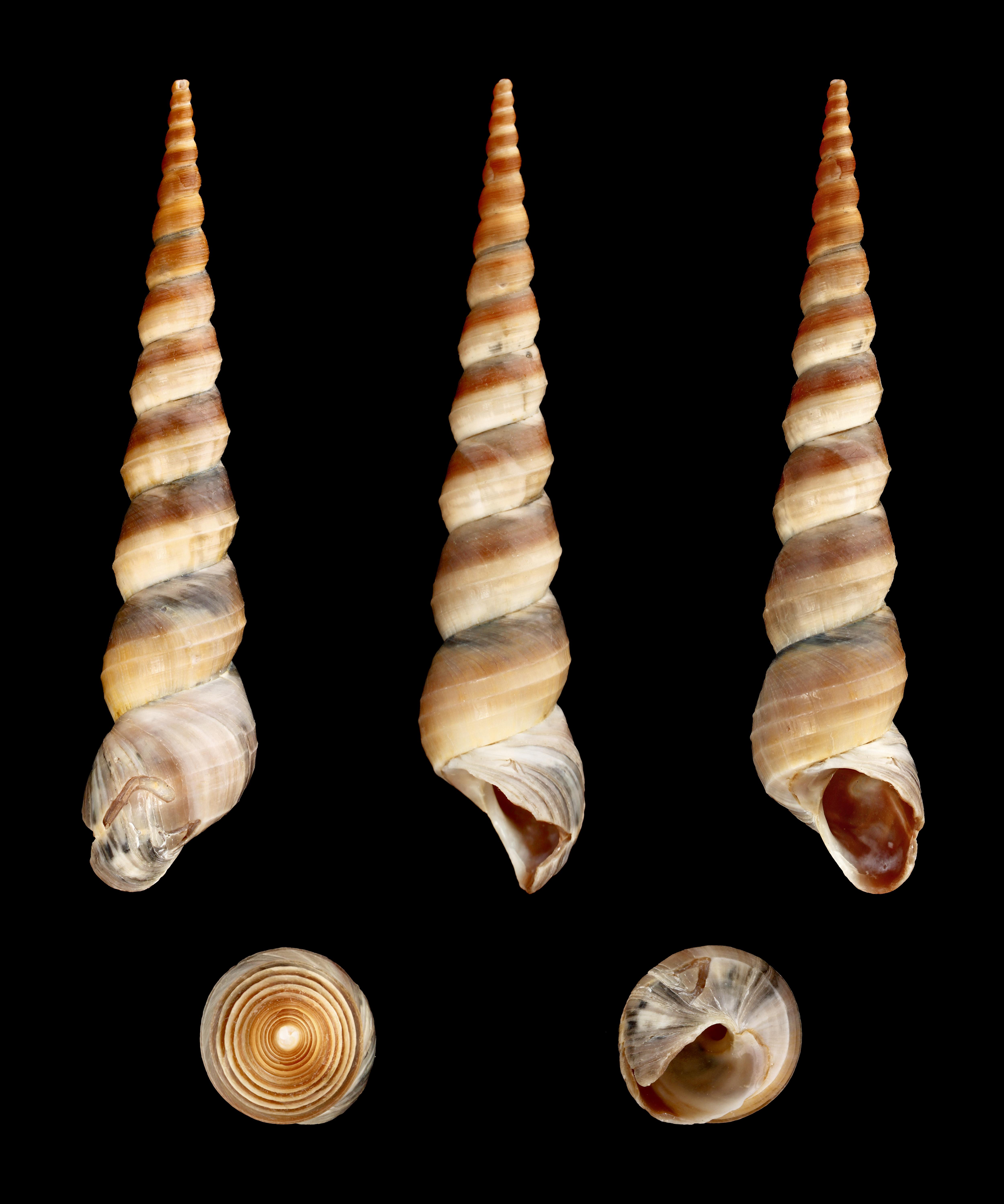
Turritella duplicata
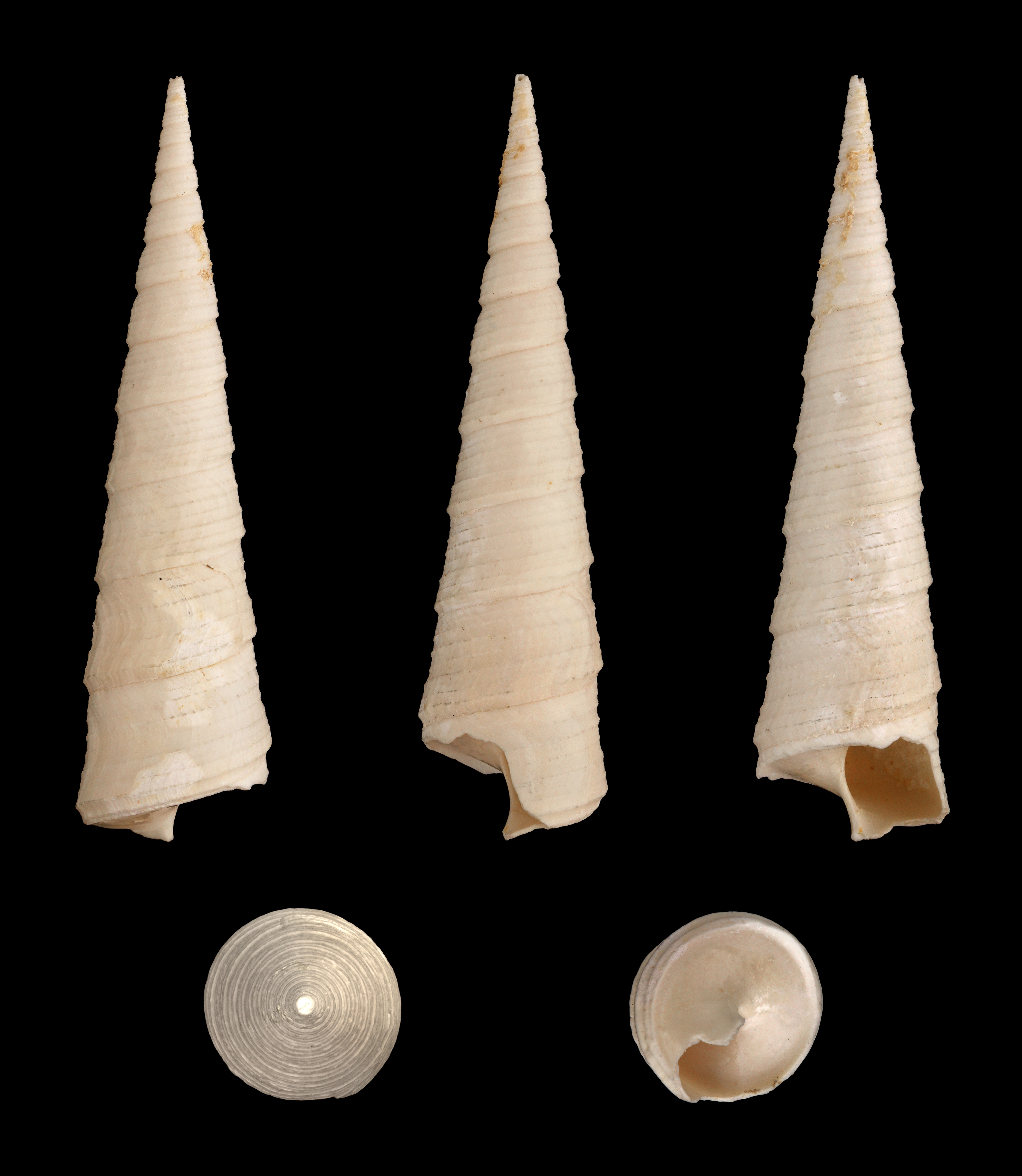
Turritella imbricataria
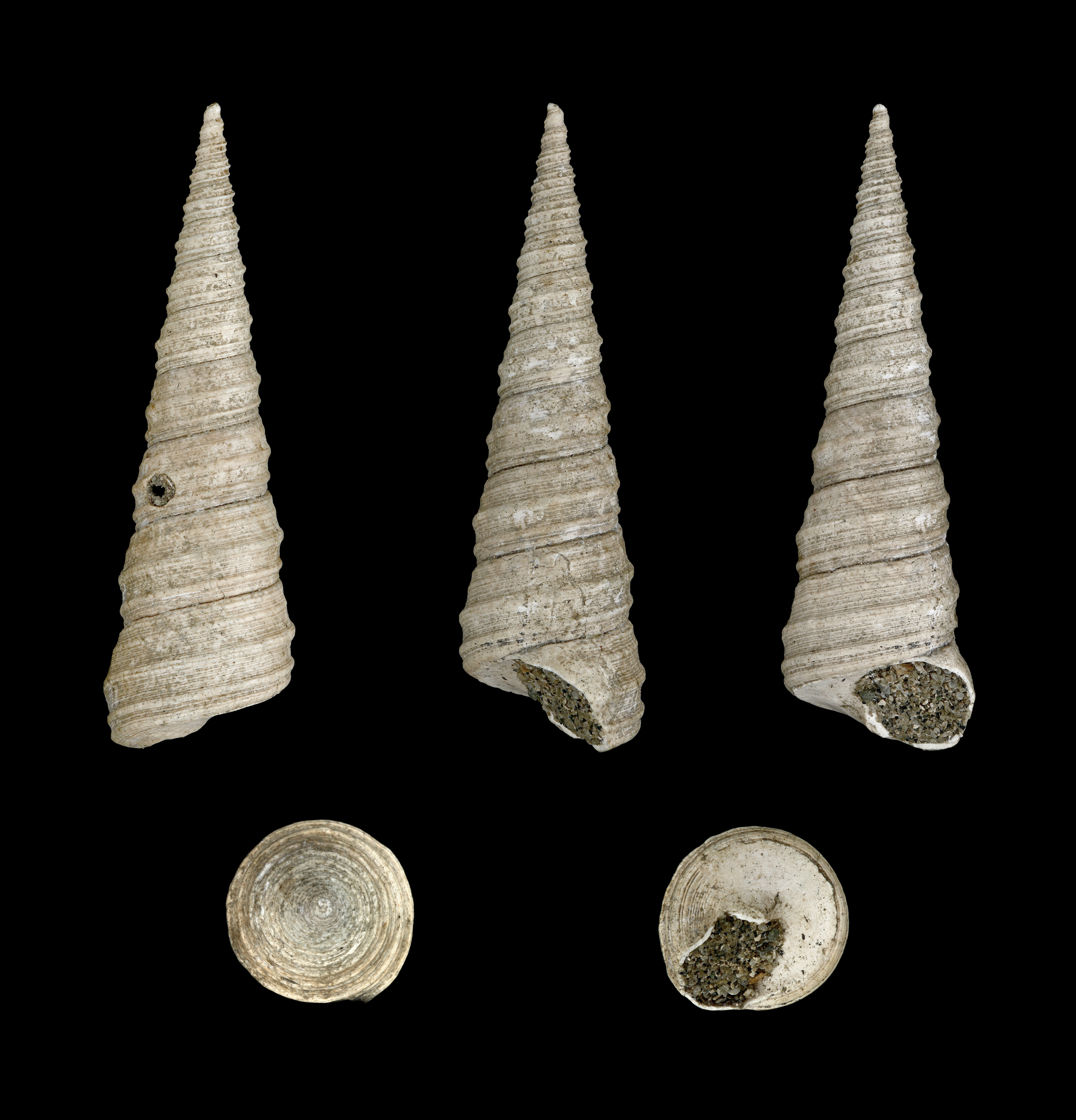
Turritella incrassata
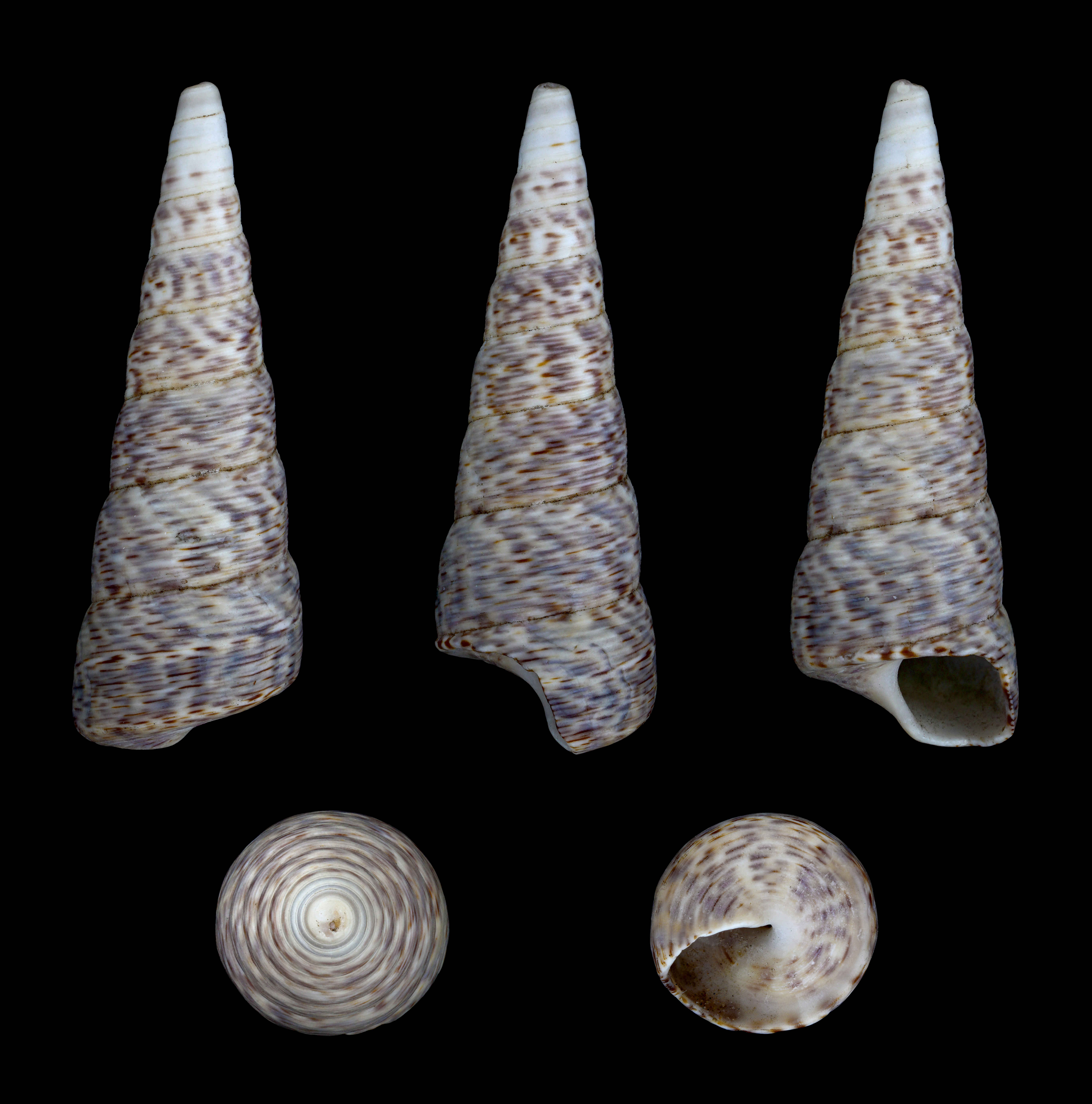
Turritella lentiginosa
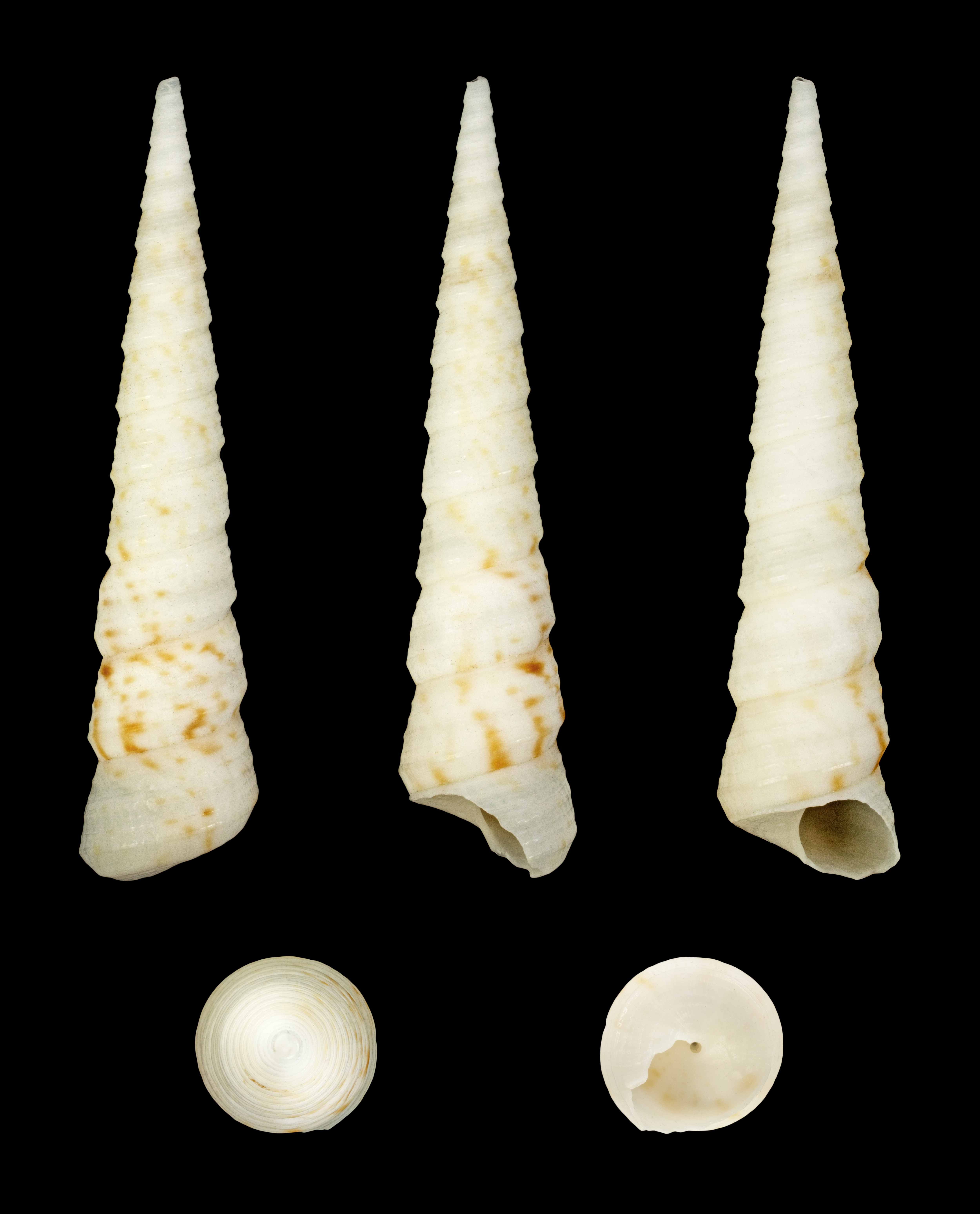
Turritella leucostoma
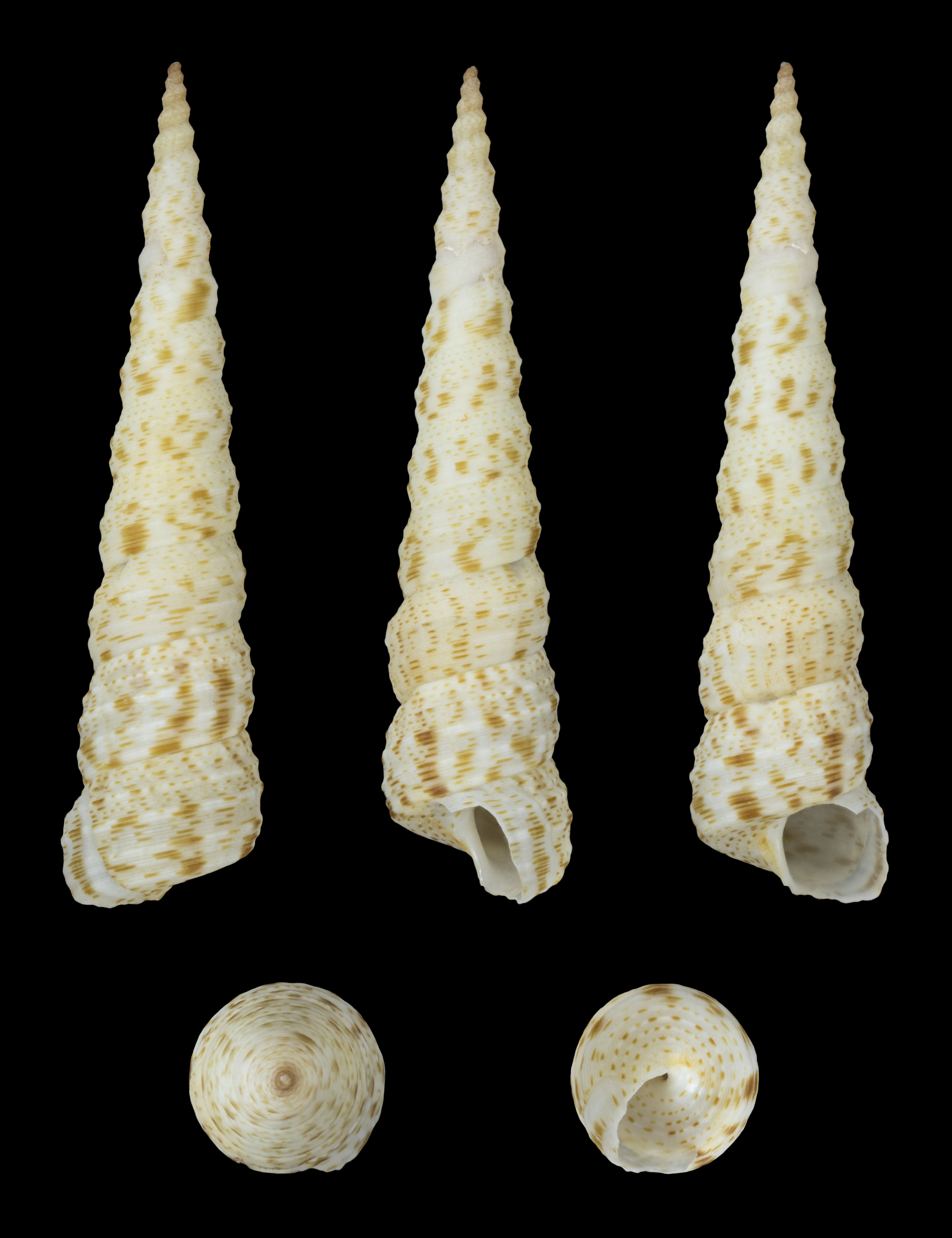
Turritella maculata
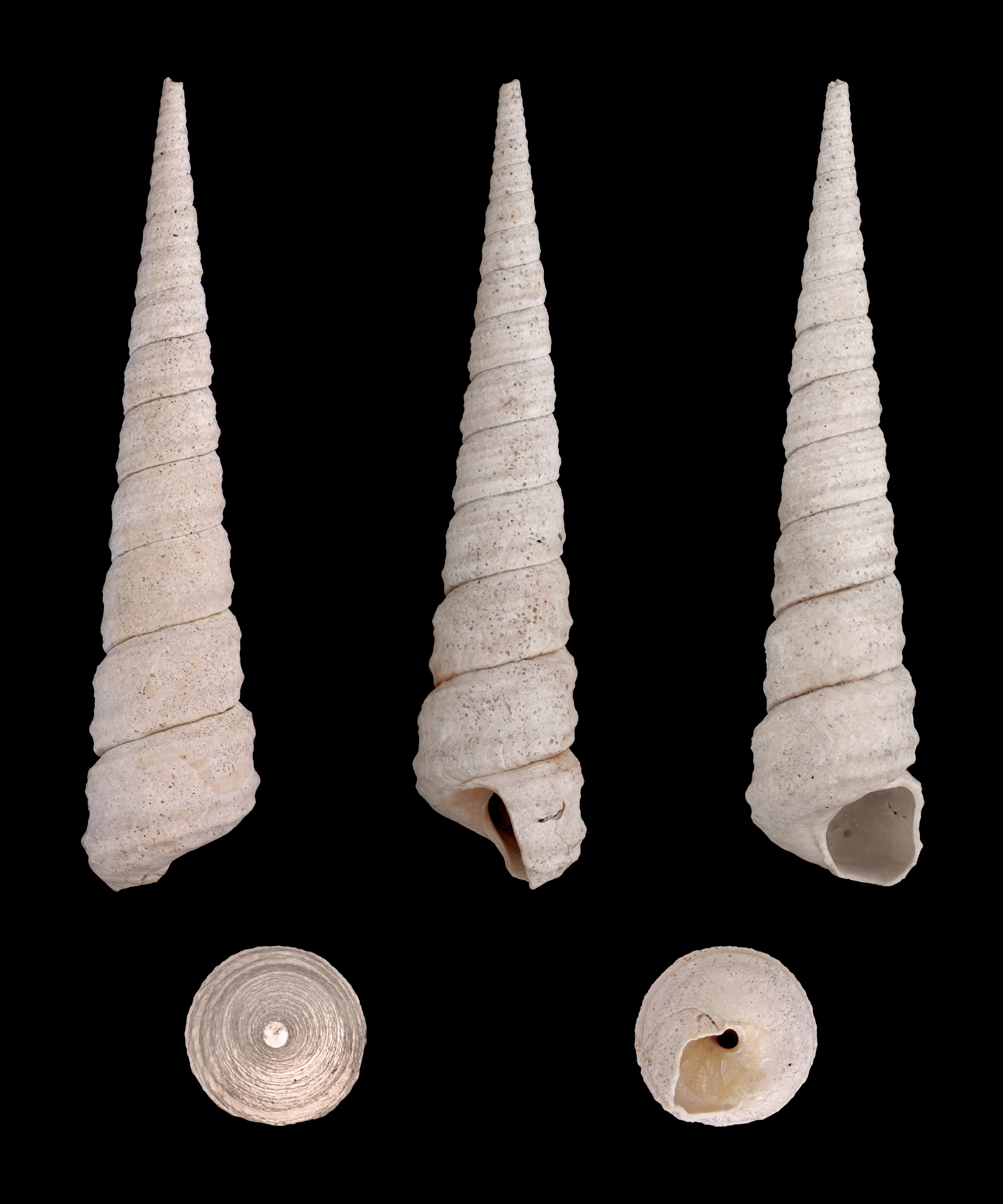
Turritella pontoni
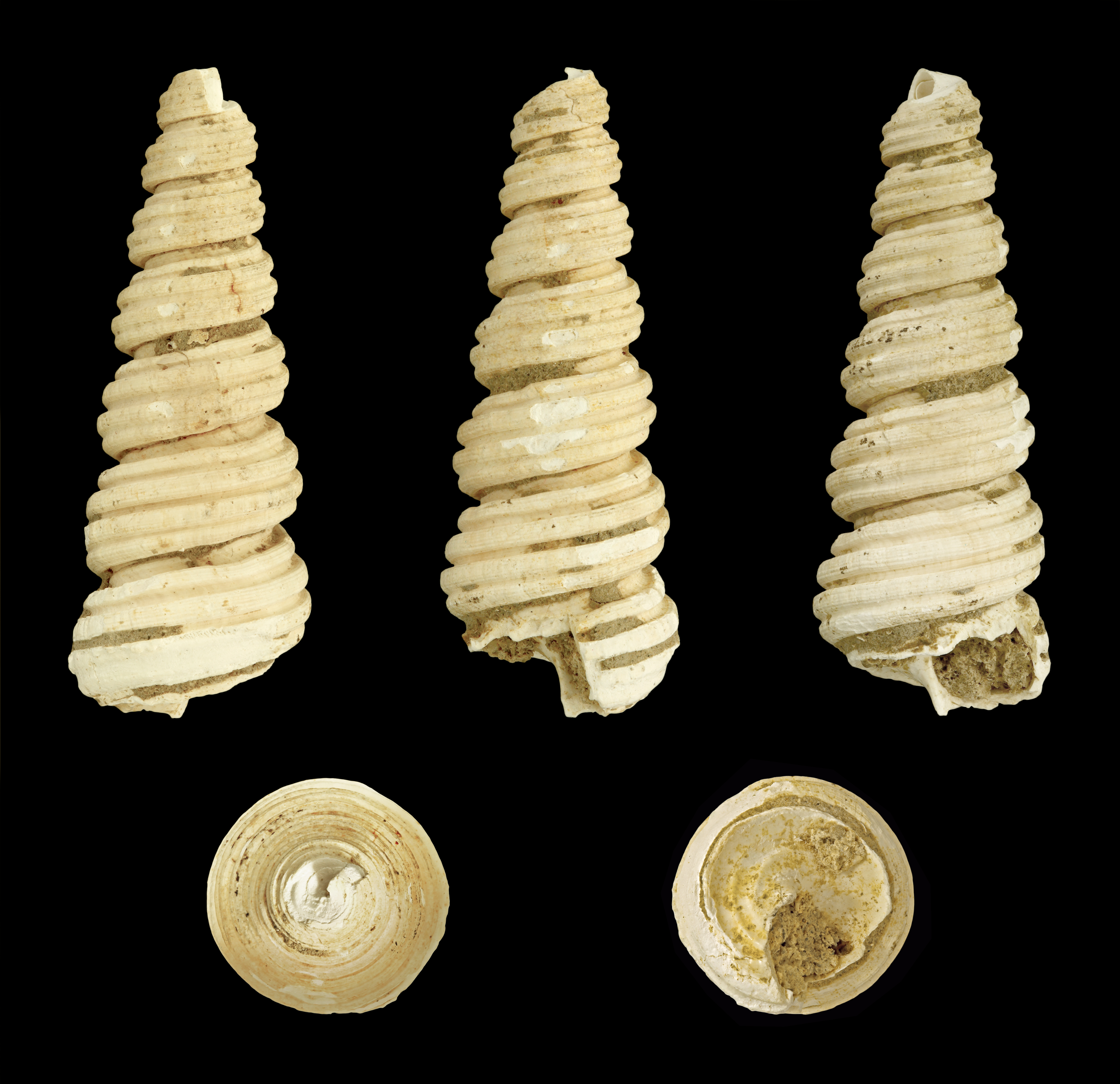
Turritella semisulcata
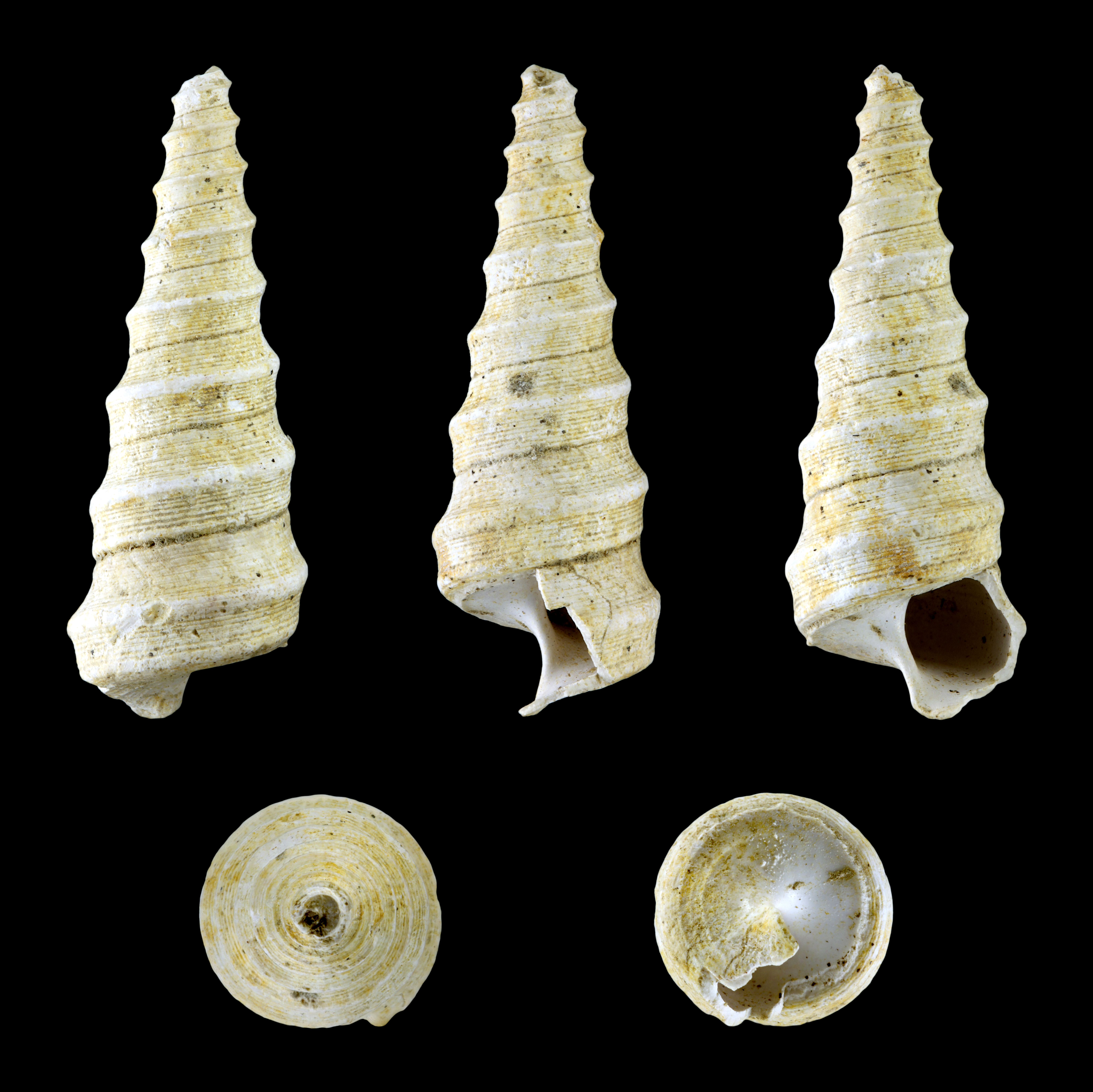
Turritella subangulata
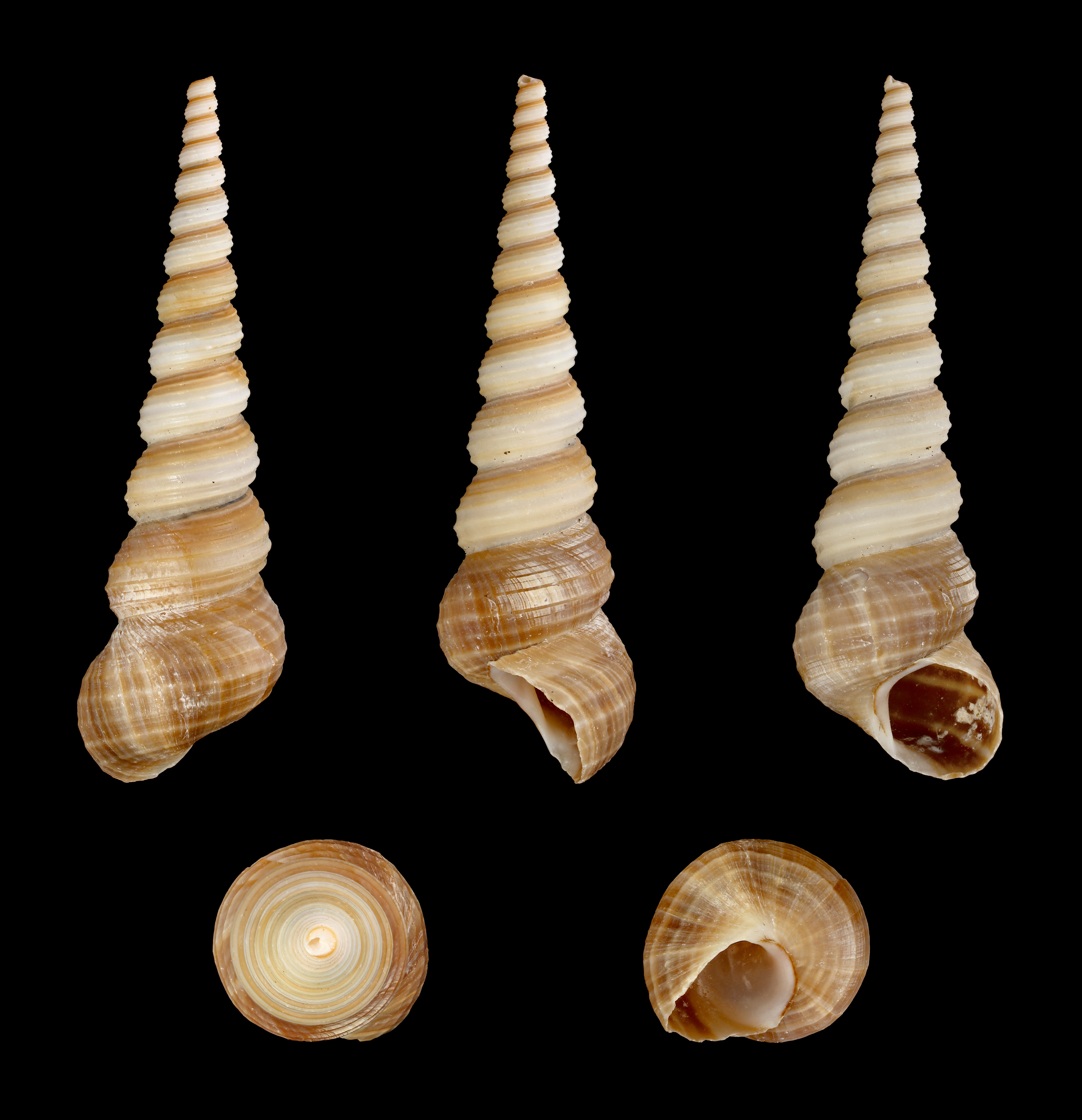
Turritella terebra terebra
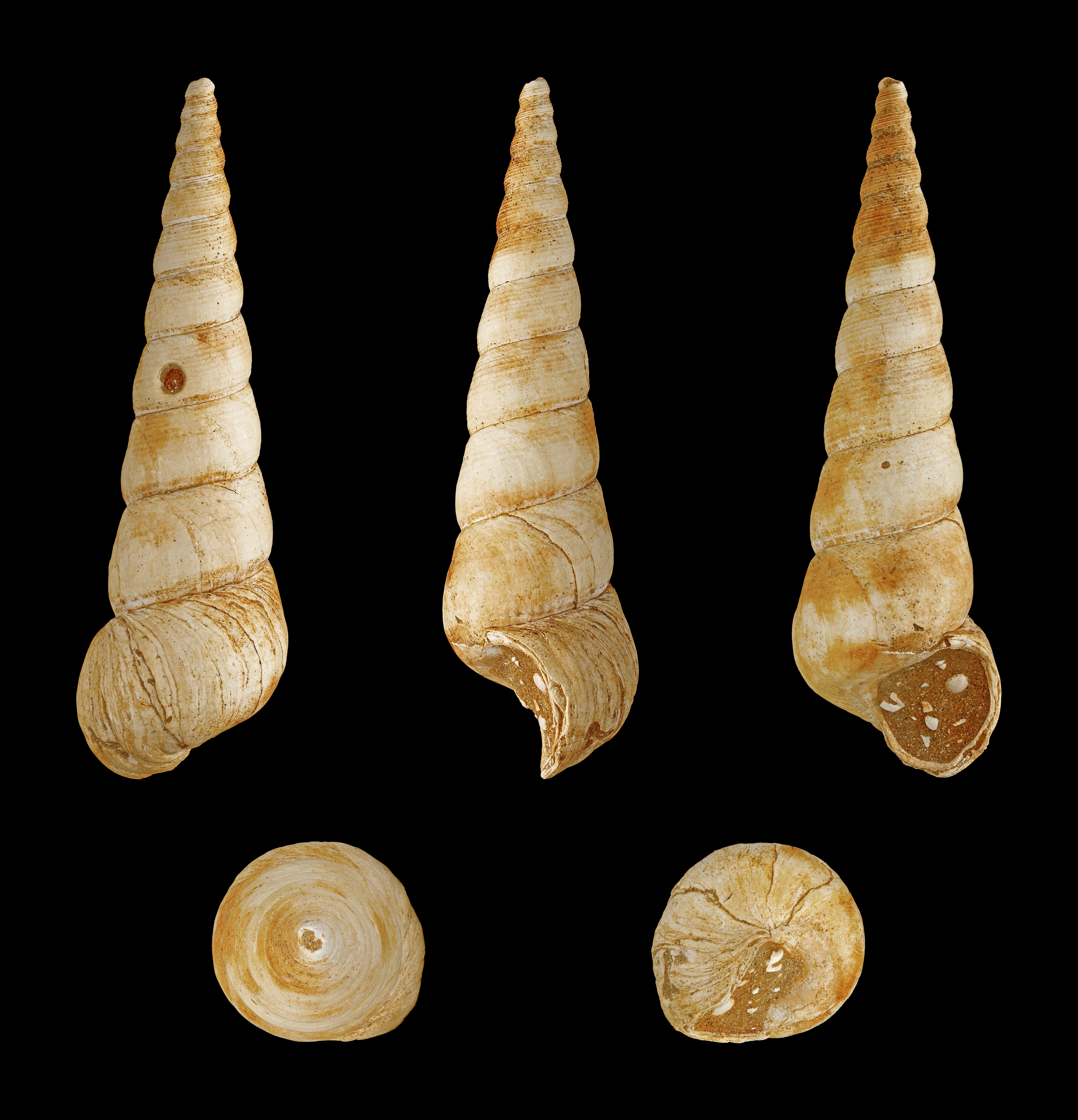
Turritella terebralis
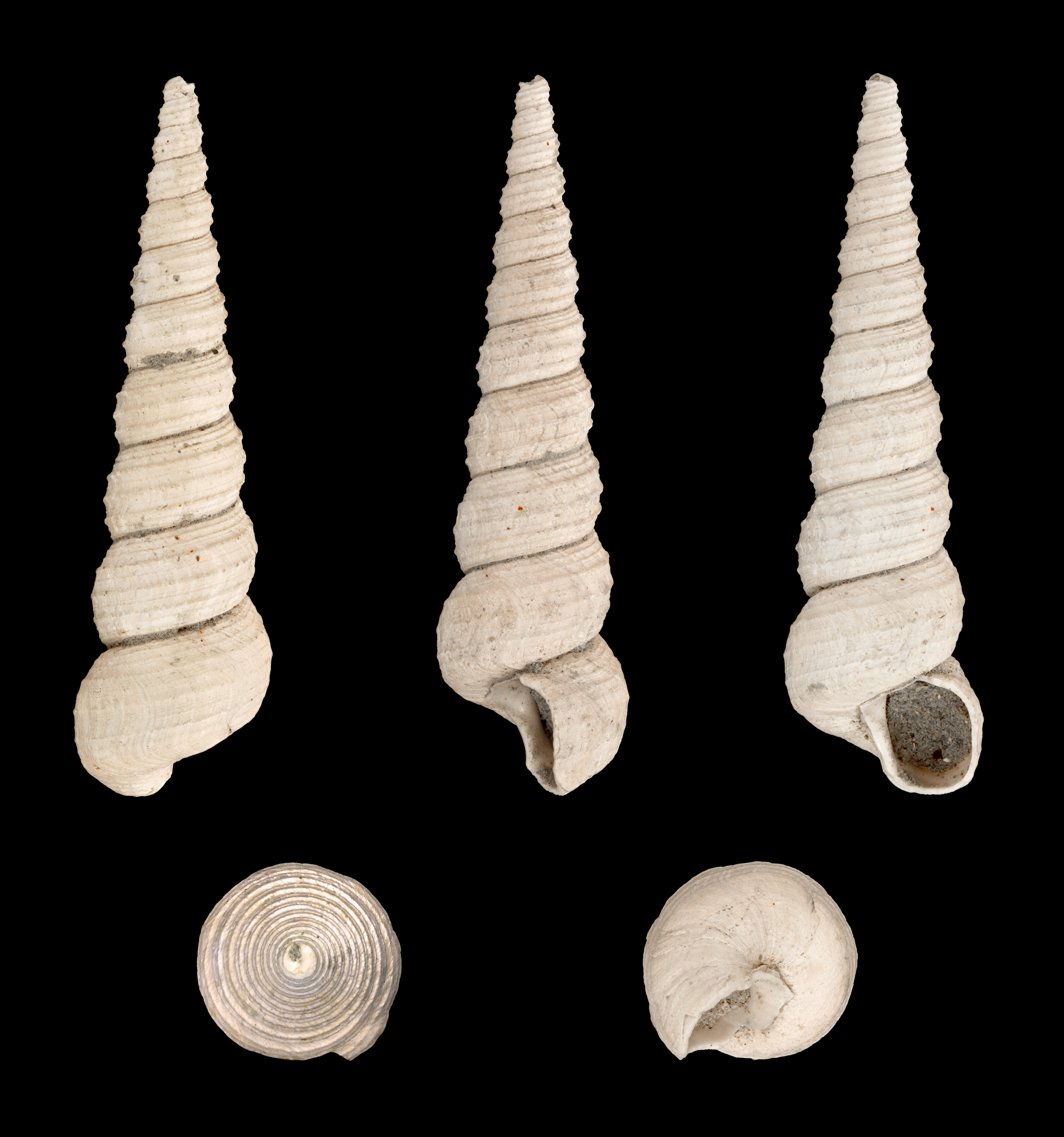
Turritella tricarinata
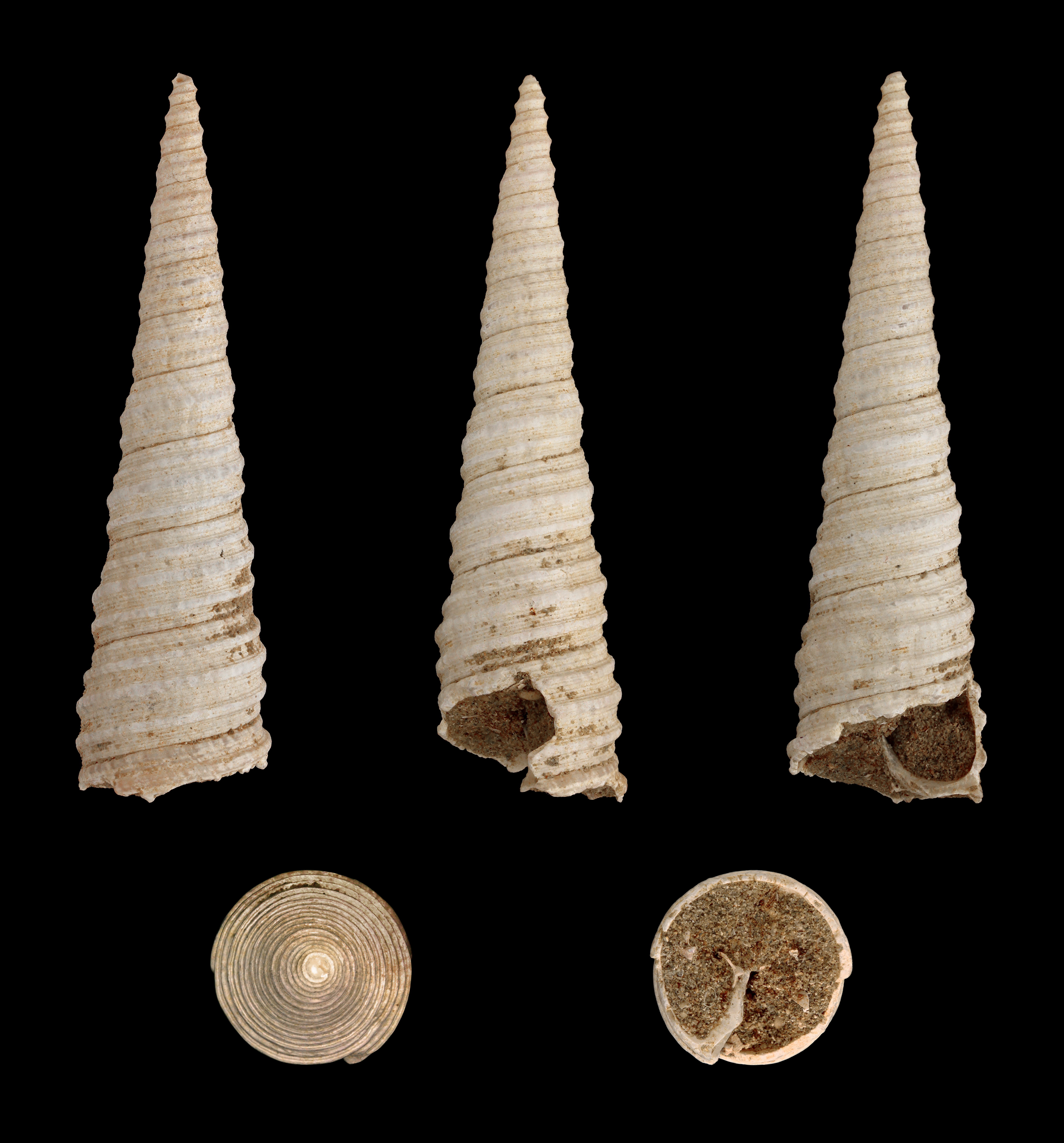
Turritella vermicularis (fossile)

## Liste des espèces et sous-genres
Selon BioLib (27 janvier 2020) :
- Turritella acropora Dall, 1889
- Turritella algida Melvill & Standen, 1912
- Turritella anactor S. S. Berry, 1957
- Turritella annulata Kiener, 1843
- Turritella aquila L. A. Reeve, 1843
- Turritella attenuata Reeve, 1849
- Turritella aurocincta Martens, 1882
- Turritella bacillum L. C. Kiener, 1844
- Turritella banksii Gray in Reeve, 1849
- Turritella bayeri Petuch, 2001
- Turritella bicarinata Eichwald, 1850 †
- Turritella bicingulata J. B. Lamarck, 1822
- Turritella bicolor Adams & L.A. Reeve in L.A. Reeve, 1849
- Turritella broderipiana d'Orbigny, 1840
- Turritella capensis C. F. Krauss, 1848
- Turritella carinifera J. B. Lamarck, 1822
- Turritella chrysotoxa J. R. Tomlin
- Turritella cingulata Sowerby, 1825
- Turritella cingulifera Sowerby, 1825
- Turritella clarionensis J. G. Hertlein & A. M. Strong, 1951
- Turritella cochlea L. A. Reeve, 1849
- Turritella columnaris Kiener, 1843
- Turritella communis Risso, 1826
- Turritella concava E. von Martens, 1880
- Turritella congelata Adams & Reeve, 1850
- Turritella conspersa Adams & Reeve, 1850
- Turritella cooperi Carpenter, 1864
- Turritella cornea Lamarck, 1822
- Turritella crocea L. C. Kiener, 1844
- Turritella decipiens Monterosato, 1878
- Turritella declivis Adams & Reeve, 1850
- Turritella duplicata C. Linnaeus, 1758
- Turritella exoleta (Linnaeus, 1758)
- Turritella fastigiata Adams & Reeve, 1850
- Turritella ferruginea Reeve, 1848
- Turritella fortilirata G. B. Sowerby III, 1914
- Turritella fuscomaculata Bozzetti, 2009
- Turritella gemmata L. A. Reeve, 1849
- Turritella gilletti (Garrard, 1974)
- Turritella gonostoma Valenciennes, 1832
- Turritella hastula Reeve, 1849
- Turritella hookeri Reeve, 1849
- Turritella imbricata (Linnaeus, 1758)
- Turritella incisa Reeve, 1849
- Turritella jewetti Carpenter, 1864
- Turritella leeuwinensis (Garrard, 1972)
- Turritella lentiginosa Reeve, 1849
- Turritella leucostoma Valenciennes, 1832
- Turritella ligar G. P. Deshayes, 1843
- Turritella lindae Petuch, 1987
- Turritella maculata Reeve, 1849
- Turritella mariana Dall, 1908
- Turritella minuta W. H. Turton, 1932
- Turritella monilifera L. A. Reeve, 1849
- Turritella monterosatoi Kobelt, 1888
- Turritella natalensis Smith, 1910
- Turritella nipponica Yokoyama, 1920
- Turritella nivea H.E. Anton, 1838
- Turritella nodulosa King & Broderip, 1832
- Turritella orthosymmetrica S. S. Berry, 1953
- Turritella parkeri J. H. McLean, 1970
- Turritella radula L. C. Kiener, 1843
- Turritella rubescens L. A. Reeve, 1849
- Turritella sanguinea L. A. Reeve, 1849
- Turritella terebra (Linnaeus, 1758)
- Turritella torulosa L. C. Kiener, 1843
- Turritella triplicata Brocchi, 1814
- Turritella trisulcata J.B.P.A. Lamarck, 1822
- Turritella turbona Monterosato, 1877
- Turritella ungulina C. Linnaeus, 1758
- Turritella variegata (Linnaeus, 1758)
- Turritella vermicularis Brocchi, 1814
- Turritella vitulata Adams & L.A. Reeve, 1850
- Turritella willetti J. H. McLean, 1970
- Turritella yucatecana Dall, 1881

Selon Catalogue of Life (27 janvier 2020) :
- Turritella acropora Dall, 1889
- Turritella acutangula (Linnaeus, 1758)
- Turritella alba H. Adams, 1872
- Turritella algida Melvill & Standen, 1912
- Turritella amitava Das, Saha, Bardhan, Mallick & Allmon, 2018 †
- Turritella anactor Berry, 1957
- Turritella annulata Kiener, 1843
- Turritella attenuata Reeve, 1849
- Turritella aurocincta Martens, 1882
- Turritella bacillum Kiener, 1843
- Turritella banksii Gray in Reeve, 1849
- Turritella bayeri (Petuch, 2001)
- Turritella bicingulata Lamarck, 1822
- Turritella binaestriata Kuroda in Ida, 1952
- Turritella brocchii Bronn, 1831 †
- Turritella broderipiana d'Orbigny, 1840
- Turritella caelata Mörch in Dunker, 1858
- Turritella capensis Krauss, 1848
- Turritella captiva Hedley, 1907
- Turritella carinifera Lamarck, 1822
- Turritella chrysotoxa Tomlin, 1925
- Turritella cingulata G. B. Sowerby I, 1825
- Turritella cingulifera G. B. Sowerby I, 1825
- Turritella clarionensis Hertlein & A. M. Strong, 1951
- Turritella cochlea Reeve, 1849
- Turritella columnaris Kiener, 1843
- Turritella communis Risso, 1826
- Turritella congelata Adams & Reeve in Reeve, 1849
- Turritella conoidea Sowerby, J., 1814 †
- Turritella conspersa Adams & Reeve in Reeve, 1849
- Turritella cooperi Carpenter, 1864
- Turritella coreanica Kotaka, 1951
- Turritella cornea Lamarck, 1822
- Turritella couteaudi Mabille & Rochebrune, 1889
- Turritella crenulata Nyst, 1845 †
- Turritella decipiens Monterosato, 1878
- Turritella declivis Adams & Reeve in Reeve, 1849
- Turritella dhosaensis Das, Saha, Bardhan, Mallick & Allmon, 2018 †
- Turritella dirkhartogensis (Garrard, 1972)
- Turritella duplicata (Linnaeus, 1758)
- Turritella elachista Mabille & Rochebrune, 1889
- Turritella exoleta (Linnaeus, 1758)
- Turritella fastigiata Adams & Reeve in Reeve, 1849
- Turritella fuscomaculata Bozzetti, 2009
- Turritella gemmata Reeve, 1849
- Turritella gonostoma Valenciennes, 1832
- Turritella halli Tate, 1900 †
- Turritella hastula Reeve, 1849
- Turritella hookeri Reeve, 1849
- Turritella imbricataria Lamarck, 1804 †
- Turritella incisa Brongniart, 1823 †
- Turritella incolor Smith, 1891
- Turritella infraconstricta E. A. Smith, 1878
- Turritella leeuwinensis (Garrard, 1972)
- Turritella lentiginosa Reeve, 1849
- Turritella leucostoma Valenciennes, 1832
- Turritella ligar Deshayes, 1843
- Turritella lindae (Petuch, 1987)
- Turritella lyonsi Garcia, 2006
- Turritella maculata Reeve, 1849
- Turritella marianopsis Petuch, 1990
- Turritella minuta Koch & Dunker, 1837 †
- Turritella monilis Kobelt, 1897
- Turritella natalensis Smith, 1910
- Turritella nebulosa Kiener, 1843
- Turritella nivea Anton, 1838
- Turritella nodulosa P. P. King, 1832
- Turritella parkeri McLean, 1970
- Turritella radula Kiener, 1843
- Turritella rubescens Reeve, 1849
- Turritella sanguinea Reeve, 1849
- Turritella striata Anton, 1838 †
- Turritella terebra (Linnaeus, 1758)
- Turritella torulosa Kiener, 1843
- Turritella triplicata (Brocchi, 1814) †
- Turritella trisulcata Lamarck, 1822
- Turritella turbona Monterosato, 1877
- Turritella ungulina (Linnaeus, 1758)
- Turritella variegata (Linnaeus, 1758)
- Turritella vermicularis (Brocchi, 1814) †
- Turritella wareni Ryall & Vos, 2010
- Turritella willetti McLean, 1970
- Turritella yucatecana Dall, 1881

Selon Paleobiology Database (27 janvier 2020) :
- sous-genre Turritella (Bactrospira)
- sous-genre Turritella (Bowlesia)
- sous-genre Turritella (Broderiptella)
- sous-genre Turritella (Eichwaldiella)
- sous-genre Turritella (Kurosioia)
- sous-genre Turritella (Peyrotia)
- sous-genre Turritella (Sohlitella)
- sous-genre Turritella (Tomyris)
- sous-genre Turritella (Turritella)
- sous-genre Turritella (Zaria)
- Turritella abbatis
- Turritella abrupta
- Turritella admirabilis
- Turritella aequistriata
- Turritella affinis
- Turritella ageri
- Turritella aguilerae
- Turritella alpis
- Turritella alternans
- Turritella altilirata
- Turritella ambulacrum
- Turritella anceps
- Turritella andersoni
- Turritella annectens
- Turritella antigona
- Turritella apita
- Turritella applini
- Turritella arethusa
- Turritella arsenei
- Turritella assimilis
- Turritella attenuata
- Turritella auricincta
- Turritella beaufortensis
- Turritella belviderei
- Turritella berjadinensis
- Turritella bernardi
- Turritella bhagothorensis
- Turritella bicarinata
- Turritella bicingulata
- Turritella blakeleyensis
- Turritella bosworthi
- Turritella boughtoni
- Turritella bowenae
- Turritella bramkampi
- Turritella brunnhilda
- Turritella buckinghamensis
- Turritella bucklandii
- Turritella buwaldana
- Turritella cahuillensis
- Turritella caleta
- Turritella canaliculata
- Turritella candida
- Turritella caparonis
- Turritella capistrata
- Turritella caribaea
- Turritella carlottae
- Turritella carrisaensis
- Turritella ceibana
- Turritella chaneyi
- Turritella chicoensis
- Turritella chinhauaninae
- Turritella chira
- Turritella clathratula
- Turritella cocoditana
- Turritella columnaris
- Turritella communis
- Turritella conica
- Turritella conquistadorana
- Turritella conspera
- Turritella cooperi
- Turritella cornuatus
- Turritella crocea
- Turritella cruzadoi
- Turritella cumberlandia
- Turritella curamichatensis
- Turritella dalli
- Turritella daviesi
- Turritella dickersoni
- Turritella diversilineata
- Turritella douvillei
- Turritella dutexata
- Turritella encina
- Turritella exaltata
- Turritella excavata
- Turritella fica
- Turritella filicincta
- Turritella forresti
- Turritella fuerta
- Turritella fultoni
- Turritella gabrielensis
- Turritella galvesia
- Turritella gatunensis
- Turritella gilbertharrisi
- Turritella goldfusii
- Turritella gonisotoma
- Turritella gothica
- Turritella guppyi
- Turritella halensis
- Turritella hallii
- Turritella hamiltonensis
- Turritella hannai
- Turritella harrisoni
- Turritella hearni
- Turritella heberti
- Turritella herberti
- Turritella hoffmannii
- Turritella hollandi
- Turritella hookeri
- Turritella hopkinsi
- Turritella hubbardi
- Turritella humerosa
- Turritella hybrida
- Turritella iddingsi
- Turritella illesca
- Turritella illustris
- Turritella imperialis
- Turritella inca
- Turritella indenta
- Turritella ineziana
- Turritella infraconstricta
- Turritella infragranulata
- Turritella infralineata
- Turritella inframarginata
- Turritella iota
- Turritella kachhensis
- Turritella kaiseri
- Turritella kansasensis
- Turritella karatsuensis
- Turritella kayalensis
- Turritella keaseyensis
- Turritella kernensis
- Turritella keswickensis
- Turritella kewi
- Turritella kimberi
- Turritella lagunillasensis
- Turritella lahirii
- Turritella larensis
- Turritella lawsoni
- Turritella leptomita
- Turritella lindae
- Turritella lissoni
- Turritella listrota
- Turritella lloydsmithi
- Turritella lorenzana
- Turritella lornensis
- Turritella machapoorensis
- Turritella maputi
- Turritella marianopsis
- Turritella masinguiensis
- Turritella matarucana
- Turritella mauryana
- Turritella medioconcava
- Turritella meganosensis
- Turritella melanoides
- Turritella merenskyi
- Turritella meroensis
- Turritella merriami
- Turritella miikensis
- Turritella monilifera
- Turritella monilifera
- Turritella monroensis
- Turritella montereyana
- Turritella montserratensis
- Turritella moodyi
- Turritella narica
- Turritella nasuta
- Turritella negritosensis
- Turritella nelsoni
- Turritella nerinexa
- Turritella nipponica
- Turritella nodosa
- Turritella noetlingi
- Turritella obruta
- Turritella ochlockoneensis
- Turritella ocoyana
- Turritella okadai
- Turritella olssoni
- Turritella olympicensis
- Turritella opalina
- Turritella opalina
- Turritella oregonensis
- Turritella oreodoxa
- Turritella ossa
- Turritella pachecoensis
- Turritella paedopsis
- Turritella pagodaeformis
- Turritella pagodula
- Turritella paraguanensis
- Turritella pasada
- Turritella peninsularis
- Turritella perduensis
- Turritella perforata
- Turritella pescaderoensis
- Turritella petersoni
- Turritella pilsbryi
- Turritella pinfoldi
- Turritella pittsburgensis
- Turritella planispira
- Turritella pondicherriensis
- Turritella portaroi
- Turritella porterensis
- Turritella praelonga
- Turritella prenuncia
- Turritella pseudobandongensis
- Turritella pseudohauthalli
- Turritella pseudotethis
- Turritella puncticulata
- Turritella quadrangulonodosa
- Turritella quadrilira
- Turritella rakhiensis
- Turritella reevei
- Turritella reversa
- Turritella riverae
- Turritella robusta
- Turritella robusta
- Turritella rotundata
- Turritella rustica
- Turritella sakitoensis
- Turritella salasi
- Turritella salchica
- Turritella saltoensis
- Turritella samanensis
- Turritella saposa
- Turritella scalata
- Turritella segmenta
- Turritella seriatimgranulata
- Turritella sexlineata
- Turritella shataii
- Turritella sherborni
- Turritella simiensis
- Turritella soldadensis
- Turritella soriensis
- Turritella sowerbii
- Turritella steiningeri
- Turritella stephanensis
- Turritella stoppanii
- Turritella subcanaliculata
- Turritella subcarinata
- Turritella subgrundifera
- Turritella subtilestriata
- Turritella subtilis
- Turritella subuvasana
- Turritella subvariabilis
- Turritella susanaensis
- Turritella tampae
- Turritella taurinensis
- Turritella temblorensis
- Turritella terebellata
- Turritella terebralis
- Turritella terebriformis
- Turritella tippana
- Turritella tipperi
- Turritella tornata
- Turritella torulosa
- Turritella totiumsanctorum
- Turritella tricincta
- Turritella tricostata
- Turritella trilineata
- Turritella trilira
- Turritella turbinata
- Turritella turris
- Turritella tuxtepecensis
- Turritella uvasana
- Turritella varicosta
- Turritella veatchii
- Turritella venezuelana
- Turritella ventricosa
- Turritella vertebroides
- Turritella vientoensis
- Turritella vistana
- Turritella vitulata
- Turritella washingtoniana
- Turritella weaveri
- Turritella wheatlandensis
- Turritella woodsi
- Turritella xylina
- Turritella yucatecana

Selon World Register of Marine Species (27 janvier 2020) :
- Turritella acropora Dall, 1889
- Turritella acutangula (Linnaeus, 1758)
- Turritella alba H. Adams, 1872
- Turritella algida Melvill & Standen, 1912
- Turritella amitava Das, Saha, Bardhan, Mallick & Allmon, 2018 †
- Turritella anactor Berry, 1957
- Turritella annulata Kiener, 1843
- Turritella attenuata Reeve, 1849
- Turritella aurocincta Martens, 1882
- Turritella bacillum Kiener, 1843
- Turritella banksii Gray in Reeve, 1849
- Turritella bayeri (Petuch, 2001)
- Turritella bicingulata Lamarck, 1822
- Turritella binaestriata Kuroda in Ida, 1952
- Turritella brocchii Bronn, 1831 †
- Turritella broderipiana d'Orbigny, 1840
- Turritella burwashi Finlay, 1927 †
- Turritella caelata Mörch in Dunker, 1858
- Turritella capensis F. Krauss, 1848
- Turritella captiva Hedley, 1907
- Turritella carinifera Lamarck, 1822
- Turritella chrysotoxa Tomlin, 1925
- Turritella cingulifera G. B. Sowerby I, 1825
- Turritella clarionensis Hertlein & A. M. Strong, 1951
- Turritella clathrata De Serres, 1829 †
- Turritella cochlea Reeve, 1849
- Turritella columnaris Kiener, 1843
- Turritella congelata A. Adams & Reeve in Reeve, 1849
- Turritella conoidea Sowerby, J., 1814 †
- Turritella conspersa A. Adams & Reeve in Reeve, 1849
- Turritella cooperi Carpenter, 1864
- Turritella coreanica Kotaka, 1951
- Turritella cornea Lamarck, 1822
- Turritella couteaudi Mabille & Rochebrune, 1889
- Turritella crenulata Nyst, 1845 †
- Turritella crocea Kiener, 1843
- Turritella decipiens Monterosato, 1878
- Turritella declivis A. Adams & Reeve in Reeve, 1849
- Turritella dhosaensis Das, Saha, Bardhan, Mallick & Allmon, 2018 †
- Turritella dirkhartogensis (Garrard, 1972)
- Turritella duplicata (Linnaeus, 1758)
- Turritella elachista Mabille & Rochebrune, 1889
- Turritella exoleta (Linnaeus, 1758)
- Turritella fastigiata A. Adams & Reeve in Reeve, 1849
- Turritella ferruginea Reeve, 1849
- Turritella fultoni Melvill, 1897
- Turritella fuscomaculata Bozzetti, 2009
- Turritella gemmata Bean, 1839 †
- Turritella gemmata Reeve, 1849
- Turritella gonostoma Valenciennes, 1832
- Turritella halli Tate, 1900 †
- Turritella hastula Reeve, 1849
- Turritella hookeri Reeve, 1849
- Turritella incisa Brongniart, 1823 †
- Turritella incolor E. A. Smith, 1891
- Turritella infraconstricta E. A. Smith, 1878
- Turritella jenkinsi Finlay, 1927 †
- Turritella leeuwinensis (Garrard, 1972)
- Turritella lentiginosa Reeve, 1849
- Turritella leucostoma Valenciennes, 1832
- Turritella ligar Deshayes, 1843
- Turritella lindae (Petuch, 1987)
- Turritella lyonsi Garcia, 2006
- Turritella maculata Reeve, 1849
- Turritella maltzani Rolle, 1892
- Turritella marianopsis Petuch, 1990
- Turritella minuta Koch & Dunker, 1837 †
- Turritella monilis Kobelt, 1897
- Turritella natalensis E. A. Smith, 1910
- Turritella nebulosa Kiener, 1843
- Turritella nivea Anton, 1838
- Turritella nodulosa P. P. King, 1832
- Turritella olivacea Link, 1807
- Turritella ottolinii Cossignani, 2019
- Turritella parkeri McLean, 1970
- Turritella radula Kiener, 1843
- Turritella repelini Finlay, 1927 †
- Turritella rubescens Reeve, 1849
- Turritella sanguinea Reeve, 1849
- Turritella striata Anton, 1838 †
- Turritella striata G. B. Sowerby I, 1825
- Turritella terebra (Linnaeus, 1758)
- Turritella torulosa Kiener, 1843
- Turritella tricostalis McAndrew, 1850
- Turritella triplicata (Brocchi, 1814) †
- Turritella trisulcata Lamarck, 1822
- Turritella turbona Monterosato, 1877
- Turritella turris Basterot, 1825 †
- Turritella ungulina (Linnaeus, 1758)
- Turritella uvasana Conrad, 1855 †
- Turritella variegata (Linnaeus, 1758)
- Turritella vittulata A. Adams & Reeve in Reeve, 1849
- Turritella wareni Ryall & Vos, 2010
- Turritella willetti McLean, 1970
- Turritella yucatecana Dall, 1881